# Sprawa ukraińska na Zjeździe Słowiańskim w Pradze
Sprawa ukraińska na Zjeździe Słowiańskim w Pradze – przebieg dyskusji na temat praw tworzącego się narodu ukraińskiego, na Zjeździe Słowiańskim, odbywającym się w dniach 2-12 czerwca 1848 w Pradze.

## Tworzenie delegacji
1 maja 1848 komitet przygotowawczy opublikował odezwę wzywającą przedstawicieli wszystkich słowiańskich narodowości monarchii na Zjazd Słowiański, mający się odbyć w Pradze. Odezwę podpisali m.in. František Palacký, Pavel Jozef Šafárik i Karel Vladislav Zap.
Egzemplarze odezwy dotarły zarówno do Rady, jak i prywatnie do wielu ukraińskich działaczy narodowych. Rada Główna omówiła sprawę odezwy na posiedzeniach 12 i 16 maja. W sprawie wysłania delegatów na Zjazd Rada nie była jednomyślna. Duża część Rady obawiała się reakcji władz austriackich, dopiero po uzyskaniu 16 maja zapewnienia, że gubernator Franz Stadion nie zgłasza sprzeciwu, zdecydowano się wysłać własnych delegatów. Delegatami Rady zostali: Iwan Borysykewycz, Hryhorij Hynyłewycz i Ołeksa Zakłynśkyj. Otrzymali oni od gubernatora list do Franza Thuna, przedstawiający ich jako jedynych przedstawicieli narodu ukraińskiego.
Bazą programu delegacji ukraińskiej była treść odezwy Rady. Delegacja miała (według propozycji Hynyłewycza) walczyć w Pradze o podział Galicji na dwie gubernie (w ramach jednej prowincji), ze wspólnym rządem polsko-ukraińskim, wspólnym sejmem i konstytucją. W guberniach miałyby obowiązywać w urzędach i szkołach języki krajowe, z tym że do czasu wyrobienia języka ukraińskiego w części ukraińskiej jako pomocniczy dopuszczalny byłby język polski. Przeciw temu programowi istniała w Radzie opozycja. Na przykład Teodor Leontowycz optował za podziałem Galicji na dwie osobne prowincje, obawiając się polskiej dominacji. Twierdził, że bez podziału Galicji niemożliwe jest stworzenie ukraińskiej gwardii narodowej.
Rada zastanawiała się nad wysłaniem na Zjazd większej ilości delegatów, jednak odstąpiono od tego ze względów finansowych.
Oprócz delegatów Głównej Rady Ruskiej, na Zjazd wyjechała ze Lwowa również delegacja Ruskiego Soboru.

## Obrady

### Rozpoczęcie obrad
Delegaci dotarli do Pragi 29 maja, serdecznie witani przez Czechów. 30 maja w mieszkaniu J. Neuberka odbyło się spotkanie delegatów, w którym ze strony polskiej uczestniczył książę Jerzy Henryk Lubomirski. Już pierwsze rozmowy wykazały, że trudno będzie znaleźć porozumienie polsko-ukraińskie. Książę nie chciał nawet uznać delegatów Rady za przedstawicieli narodu ukraińskiego. Dlatego też część polskiej delegacji galicyjskiej uważała się za reprezentację Rusinów, a delegację Ruskiej Rady za reprezentację jedynie stanu duchownego. 
Do pierwszego sporu doszło podczas ukonstytuowania sekcji polsko-ukraińskiej. Nie wiadomo było, kto reprezentuje Ukraińców – przyjechali zarówno delegaci Głównej Rady Ruskiej, jak i Soboru Ruskiego, a oprócz nich delegaci Centralnej Rady Narodowej, oraz pięciu kleryków wiedeńskiego Barbareum.
Dlatego przy powitaniu gości z Wiednia Jan Dobrzański nie wspomniał nawet o Ukraińcach, o co upomniał się później Ołeksa Zakłynśkyj. W końcu, na wniosek Zakłyńskiego, zgodzono się na kompromis, i połączenie delegacji. W przeprowadzonych 31 maja wyborach do władz sekcji polsko-ukraińskiej na przewodniczącego wybrano Karola Libelta. Jego zastępcą został Hryhorij Hynyłewycz, sekretarzem Antoni Walewski, zastępcą sekretarza Ołeksa Zakłynśkyj.
2 czerwca 1848 nastąpiło uroczyste rozpoczęcie Zjazdu Słowiańskiego. Prezydentem Zjazdu wybrano Jerzego Henryka Lubomirskiego, natomiast obradom przewodniczył František Palacký, który propagował austroslawizm. Zjazd obradował w trzech sekcjach: czesko-słowackiej (237 osób, przewodniczący Pavel Jozef Šafárik), polsko-ruskiej (początkowo 31 osób, potem do 61 osób; przewodniczący Karol Libelt) i południowosłowiańskiej (42 osoby, przewodniczący ks. Stamatovic).

### Wybór komisji
Po otwarciu Zjazdu i wystąpieniach Františka Palackiego i Jana Dworačka, nastąpiły wybory władz Zjazdu. Na 16 członków prezydium, dwóch było delegatami Rady – Hynyłewycz i Zakłynśkyj. 
3 czerwca przystąpiono w sekcji polsko-ruskiej przystąpiono do wyboru komisji i dyskusji nad regulaminem obrad. Od razu przy pierwszym punkcie wystąpiły problemy, związane wielkimi różnicami programowymi delegacji. Aby osiągnąć kompromis, obie strony musiały dojść do ustępstw. Chodziło o pogodzenie dążenia do odbudowy państwa polskiego w granicach przedrozbiorowych (lub przynajmniej wyodrębnienia Galicji jako autonomicznej polskiej prowincji) z ukraińskim dążeniem do budowy i rozwijania narodu ukraińskiego (włącznie z autonomią ukraińskiej Galicji Wschodniej).
Przewodniczący sekcji Karol Libelt zaproponował na początek wybór czterech komisji: polskiej, ukraińskiej, wielkopolskiej i ogólnosłowiańskiej, z czego polska i ukraińska miały zająć się sprawami Galicji (osobno lub jako wspólna komisja). Zgodzili się na to posłowie Ruskiej Rady, oraz część Polaków: Zygmunt Sawczyński, Ryszard Berwiński, Józef Midowicz, Teofil Magdziński. Antoni Zygmunt Helcel zaproponował utworzenie komisji wspólnej, która później podzieli się na dwie. Jerzy Lubomirski początkowo był za jedną komisją, później poparł dwie, z zastrzeżeniem, że na uchwały muszą wyrazić zgodę obie komisje. Posłowie Erazm Zaremba, Jan Chryzostom Janiszewski, Seweryn Celarski, Leon Ludwik Sapieha, Feliks Buchwald opowiedzieli się za jedną komisją.
W końcu decyzję podjął przewodniczący Libelt – tworząc następujące komisje:
- galicyjską, złożoną z dwóch sekcji:
  - polskiej – Antoni Helcel, Jerzy Lubomirski, Maurycy Kraiński, Karol Malisz, Feliks Buchwald, Józef Midowicz (członkowie); Wojciech Brandys, Paweł Stalmach (zastępcy)
  - ukraińskiej – Leon Sapieha, Julian Dzieduszycki, Ludwik Stecki, Iwan Borysykewycz, Hryhorij Hynyłewycz, Ołeksa Zakłynśkyj (członkowie); Zenon Pogłodowski, Kasper Cięglewicz, Jerzy Wołoszczak (zastępcy)
- polską – Jan Chryzostom Janiszewski, Wojciech Cybulski, Jędrzej Moraczewski, Kasper Cięglewicz, Karol Libelt, Ryszard Berwiński (członkowie); Adam Gorczyński, Edmund Chojecki, Kalikst Horoch (zastępcy)
- słowiańską – członkowie obu komisji oraz dodatkowo Michaił Bakunin (razem 19 osób)

Po wyborze komisji rozpoczęły się długotrwałe spory organizacyjne i regulaminowe, które wywołały nawet zaniepokojenie innych sekcji narodowych, i wezwania o przystąpienie do omawiania programu Zjazdu.

### Dyskusje polsko-ukraińskie
Na posiedzeniu komisji 4 czerwca na początku głos zabrał Iwan Borysykewycz, który stwierdził, że „Rusini są narodem od 400 lat przez Polskę uciskanym”, i zażądał dla swojego narodu równych praw, jak dla innych narodów. Polacy godzili się na równouprawnienie polityczne i językowe, sprzeciwiali się jednocześnie zaproponowanemu podziałowi Galicji na część polską i ruską. Tłumaczyli, że pomimo zdominowania narodu ruskiego przez polską szlachtę, praw pozbawili go Austriacy, a nie Polacy. 
Po głosowaniu okazało się, że za wnioskiem o podział Galicji na dwie gubernie, wprowadzenie języka ukraińskiego o szkół i urzędów oraz za oddzielnymi gwardiami narodowymi, jest 4 głosy (Borysykewycz, Hynyłewycz, Zakłynśkyj i Pogłodowski), a przeciw 2 (Dzieduszycki  i Sapieha). Jednak 5 czerwca Pogłodowski wycofał swój głos, tłumacząc się brakiem upoważnienia do podejmowania takich decyzji, i poparł Sapiehę i Dzieduszyckiego, dodając postulat równouprawnienia duchowieństwa obu obrządków, oraz utworzenia wspólnej gwardii narodowej. Na dyskusjach komisji upłynął również bezowocnie następny dzień – 6 czerwca. Delegaci ukraińscy byli najbardziej atakowani przez Kaspra Cięglewicza, który negował w ogóle fakt istnienia narodowości i języka ukraińskiego.
Po burzliwych dyskusjach, i w obliczu klęski, 7 czerwca spotkały się podkomisje polska i ruska, i wspólnie (jako komisja galicyjska) podjęły decyzję o podpisaniu ugody, zwanej Żądaniami Rusinów w Galicji. Ugoda przyjmowała zasadę równouprawnienia języka ukraińskiego w urzędach (§ 1) i w szkołach (§ 2); zakładała utworzenie wspólnej gwardii narodowej (§ 3), oraz wspólnej władzy centralnej i sejmu (§ 4); przyjmowała zasadę zrównania obrządków i praw duchowieństwa (§ 5); gwarantowała prawa narodowe  i polityczne, które miały znaleźć się w przyszłej konstytucji (§ 6). W § 7 stwierdzała, że uznanie potrzeby i terminu podziału Galicji na dwa okręgi administracyjne pozostawia sejmowi ustawodawczemu. 
Ugoda ta była sukcesem obu stron, i miała być wzorem dla Węgrów do wprowadzenia podobnych rozwiązań na Słowacji, w Siedmiogrodzie i na pograniczu serbsko-chorwackim. 
Niestety 12 czerwca wybuchły w Pradze zamieszki, wskutek których Zjazd został zakończony, a we Lwowie nie zatwierdzono, i nie wprowadzono w życie owej ugody.